# Robert Moray
Robert Moray (Scozia, 1608 o 1609 – Londra, 4 luglio 1673) è stato un politico scozzese che fu anche militare, diplomatico, magistrato, spia e filosofo della natura..
Nato probabilmente a Craigie (Perthshire) nel primo decennio del XVII secolo, collaborò nel Regno Unito con i sovrani Carlo I e Carlo II e per lungo tempo con la Francia con i cardinali Richelieu e Mazzarino.
Fu tra i fondatori della Royal Society, partecipando al primo incontro del 1660. Interagì con Carlo II per ottenere il suo patrocinio. Attraverso la sua intermediazione venne emesso dal re il primo statuto (Royal Charter) poi revisionato in una seconda versione. Della Royal Society fu il maggior contributore nella scrittura di statuti e regolamenti e il primo presidente.
Iniziato in una loggia scozzese, fu anche tra i più importanti fondatori della massoneria moderna in Inghilterra, ancor prima della fondazione della gran loggia di Londra, avvenuta nel 1717.